# 舍克爾山
47°12′4″N 15°28′32″E / 47.20111°N 15.47556°E

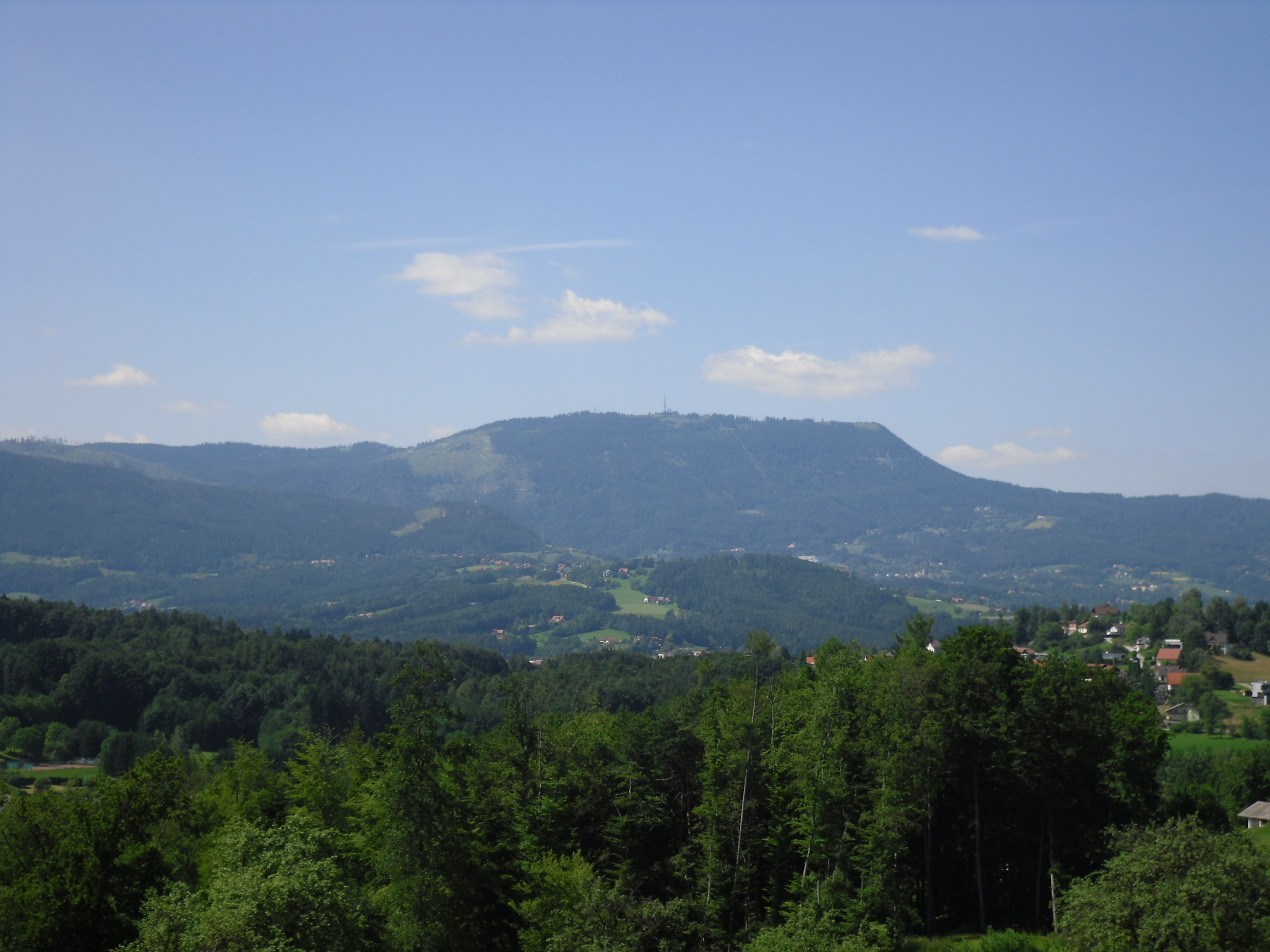

舍克爾山（德語：Schöckl），是奧地利的山峰，位於該國東南部，由施泰爾馬克州負責管轄，屬於穆爾以東前阿爾卑斯山脈的一部分，距離羅特萬德山15.5公里，海拔高度1,445米，每年平均降雨量1,475毫米。